# R.K. Shanmukham Chetty
R.K. Shanmukham Chetty (ur. 17 października 1892, zm. 5 maja 1953) – indyjski prawnik, polityk i ekonomista.

## Życiorys
Urodził się w Coimbatore, w bogatej rodzinie należącej do społeczności Vanika Vaisya. Kształcił się w Madras Christian College, ukończył go w 1913. Podjął następnie studia prawnicze na Madras Law College. Na jego światopogląd znaczny wpływ wywarli nacjonalistyczni politycy tacy jak B.C. Pal, S.N. Bannerjee czy Lala Lajpat Rai. W pewnym momencie sympatyzował też z drawidyjską Partią Sprawiedliwości. W 1919 przyjęty do palestry.
Wkrótce później włączył się w życie polityczne Indii Brytyjskich. Był radnym, następnie zaś wiceprzewodniczącym korporacji miejskiej Coimbatore. Na tych stanowiskach zainicjował istotną reformę administracji miejskiej. Zasiadał w Zgromadzeniu Ustawodawczym Madrasu (1920–1922), potem zaś w Centralnym Zgromadzeniu Ustawodawczym, od 1923 aż do 1934. Od 1935 do 1941 stał na czele rządu królestwa Koczinu. Był doradcą do spraw konstytucyjnych przy Izbie Książąt Indyjskich. W 1938 odwiedził Genewę jako indyjski delegat na Zgromadzenie Ligi Narodów. Odznaczony brytyjskim, kolonialnym Orderem Imperium Indyjskiego w 1933, zwrócił go ostatecznie w 1947. Między 1947 a 1949 pełnił funkcję pierwszego ministra finansów niepodległych Indii. Zrezygnował w atmosferze skandalu. Po odejściu z rządu federalnego pełnił jeszcze (1951–1952) funkcję wicekanclerza Annamalai University.